# Jennifer O’Sullivan
Jennifer O’Sullivan (ur. 9 lutego 1981) – irlandzka lekkoatletka, która specjalizowała się w rzucie oszczepem.
Reprezentantka kraju w pucharze Europy oraz medalistka mistrzostw Irlandii.
Rekord życiowy: 50,10 (18 lipca 2004, Navan) – były rekord Irlandii. 

## Osiągnięcia
| Rok  | Impreza               | Miejsce | Lokata     | Wynik |
| ---- | --------------------- | ------- | ---------- | ----- |
| 2005 | I liga pucharu Europy | Leiria  | 8. miejsce | 44,08 |